# Brignogan-Plages
Brignogan-Plages är en kommun i departementet Finistère i regionen Bretagne i västra Frankrike. Kommunen ligger i kantonen Lesneven som tillhör arrondissementet Brest. År 2018 hade Brignogan-Plage 732 invånare.

## Befolkningsutveckling
Antalet invånare i kommunen Brignogan-Plages
Referens:INSEE